# Brawlhalla
Brawlhalla – darmowa gra komputerowa z gatunku bijatyk, wyprodukowana i wydana przez Blue Mammoth Games. Grę wydano na platformy PC i PS4 17 października 2017 roku. Premierę gry zapowiedziano na PAX East 2014. W 2018 roku wydano wersję na Xbox One oraz Nintendo Switch. 6 sierpnia 2020 roku zadebiutowały wersje na platformy Android i iOS.
W marcu 2018 roku Ubisoft ogłosił przejęcie firmy Blue Mammoth Games. W wyniku tego doszło do crossoveru, w którym dodano trzech bohaterów z serii Rayman. W lipcu 2022 w grze zadebiutowały dwie postacie z Assassin’s Creed.
Ubisoft informował o 20 milionach graczy w lutym 2019 roku. W 2023 Brawlhalla osiągnęła liczbę 100 milionów graczy.

## Odbiór
Gra otrzymała pozytywne recenzje na Steam. Została oceniona na 3,5/5 w serwisie PC Magazine i 7/10 w Push Square. Produkcja otrzymała nominację dla najlepszej gry rywalizacyjnej Google Play w 2020 roku.